# 이상덕
이상덕(李相德, 1986년 11월 5일 ~ )은 대한민국의 축구 선수이다. 포지션은 수비수이다.

## 클럽 경력
2008년 11월 9일 2009 K리그 신인 드래프트에서 3순위로 대구FC에 지명되었다. 2009년 3월 8일에 성남 일화 천마를 상대로 K리그 데뷔를 하였다. 2009년 3월 22일에 포항 스틸러스와 2-2로 비긴경기에서 K리그 첫골을 넣었다. 시즌 동안 7경기에서 3골을 넣었다. 그해 이상덕은 리그에서 5경기 출전에 그쳤다. 그러나 2010 시즌부터 그는 빠르게 주전자리를 차지하며 21경기에 출전하였고, 리그 2호골도 넣었다.
2011 시즌에도 리그 중반까지 13경기 출전 1골을 기록하면서 대구 수비의 핵으로 자리를 잡았지만 2011년 7월 승부조작 사건에 연루되어 방출당하였다.

## 국가대표 경력
2011년 2월 10일 터키와 연습경기에서 대한민국 국가대표에 처음으로 발탁되었지만 출전은 하지 못하였다.

## 클럽 통계
2011년 1월 13일 기준
| 클럽  | 클럽    | 클럽   | 리그 | 리그 | 컵   | 컵   | 리그컵 | 리그컵 | 총계 | 총계 |
| 시즌  | 클럽    | 리그   | 출장 | 득점 | 출장 | 득점 | 출장   | 득점   | 출장 | 득점 |
| ----- | ------- | ------ | ---- | ---- | ---- | ---- | ------ | ------ | ---- | ---- |
| 2009  | 대구 FC | K-리그 | 5    | 1    | 0    | 0    | 2      | 2      | 7    | 3    |
| 2010  | 대구 FC | K-리그 | 21   | 1    | 1    | 0    | 5      | 0      | 27   | 1    |
| 2011  | 대구 FC | K-리그 |      |      |      |      |        |        |      |      |
| 총 계 | 총 계   | 총 계  | 26   | 2    | 1    | 0    | 7      | 2      | 34   | 120  |